# محمد شاكر (عالم أزهري)
الشيخ محمد شاكر، عالم أزهري مصري وأحد أبرز علماء الأزهر في بداية القرن الرابع عشر الهجري، من جرجا بصعيد مصر، وقد درس بالأزهر وتتلمذ على يد علمائه.

## سيرة
ولد محمد شاكر بن أحمد بن عبد القادر بمدينة جرجا في منتصف شوال من سنة 1282 ه‍ / مارس سنة 1866. بعد تخرجه من الأزهر، عُين في منتصف رجب سنة 1307 ه‍ / 4 مارس 1890 أمينًا للفتوى بالأزهر مع مفتي الديار المصرية أستاذه الشيخ محمد العباسي المهدي،
وفي 7 شعبان 1311 ه‍/13 فبراير 1894 ولي منصب نائب محكمة مديرية القليوبية، وفي 10 من ذي القعدة 1317 هـ / 11 مارس 1900م اختير لمنصب قاضي القضاة بالسودان وكان أول من وليه حيث وضع نظام القضاء الشرعي بها. في عام 1332 هـ / 1905م عُين شيخاً لعلماء الإسكندرية، ثم شيخًا لمعهدها الديني، ثم وكيلًا لمشيخة الأزهر في 9 من ربيع الآخر 1327 هـ / 29 من إبريل 1909م، فكان من دعاة الإصلاح في الأزهر وتطوير مناهجه ونظمه. استقال من الوكالة بعد أن اختير عضوًا في الجمعية التشريعية سنة 1331 هـ / 1913م ليتفرغ لأبحاثه العلمية والعمل العام، وكان من زعماء الأزهر في ثورة 1919.

## الحياة الشخصية
أنجب الشيخ محمد شاكر عددًا من الأبناء، برز منهم الشيخ المحدث أحمد محمد شاكر الذي انتهت إليه رئاسة الحديث في مصر، والأديب محمود محمد شاكر.

## الوفاة
في سنة 1931 لزم داره لمرض الفالج الذي أصابه، وتُوفي في صباح الخميس 11 جمادى الأولى 1358 هـ/ 29 يونيو 1939م.

## وصلات خارجية
- إسلام أون لاين - أحمد محمد شاكر.. محدّث العصر.
- شبكة المناهج الإسلامية - أعلام الدعوة السلفية، أحمد محمد شاكر.